# Dějiny Prahy 1945–1974

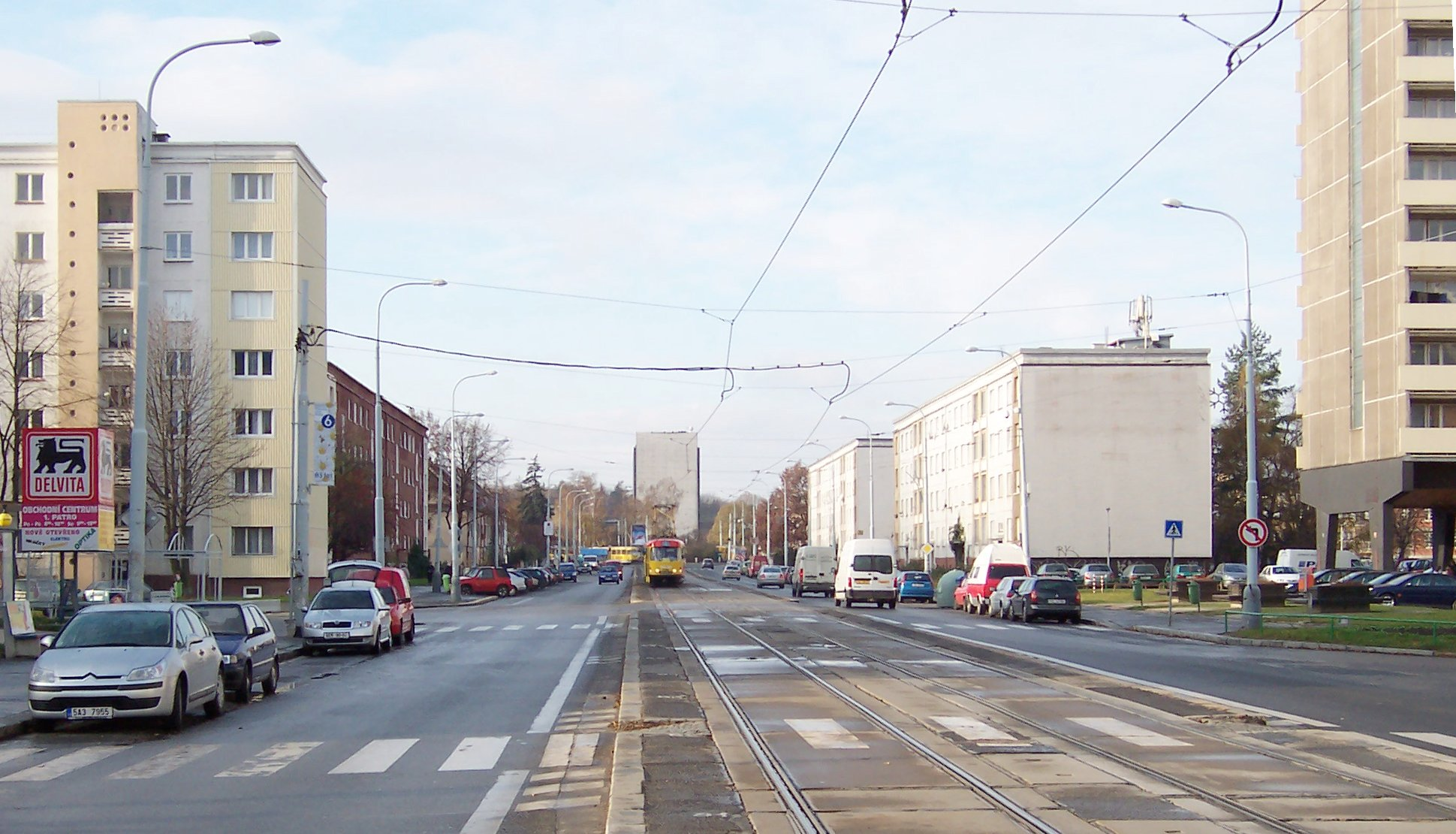
Petřinské sídliště

Dějiny Prahy v letech 1945-1974 poznamenal nástup KSČ k moci, pražské jaro, okupace vojsky Varšavské smlouvy a normalizace. V tomto období také Praha překonala hranici jednoho milionu obyvatel: v roce 1950 jich měla ještě 932 659, v roce 1961 však už bylo sečteno 1 005 379 obyvatel. V roce 1970 pak šlo o 1 079 526 obyvatel.
Během poválečné obnovy však začala mít stále větší vliv Komunistická strana Československa, která, díky deziluzi z předválečné situace a osvobození Rudou armádou, si získala relativně velkou oblibu. Ve městě proběhlo několik volebních kampaní (1946, 1948), i přes snahu středových a pravicových sil však komunisté ve volbách uspěli. Postupně začali získávat vliv, který samozřejmě uplatnili i při rozvoji metropole tehdejší ČSR. Od února 1948, kdy Klement Gottwald pronesl svůj výrok: „Právě jsem se vrátil z Hradu...“ a komunisté získali moc již definitivně, se začaly zestátňovat podniky, budovat první velké obytné soubory (hlavně v oblasti Strašnic a Vršovic). I mnohé ulice a náměstí změnila své názvy (například jedno z prvních, tehdejší náměstí Petra I. (dnes I. P. Pavlova) bylo přejmenováno podle Říjnové revoluce už roku 1948).
Došlo také k reformě správy města; Praha se stala součástí tzv. Pražského kraje, její území bylo rozděleno na 16 obvodů. Do 28. října 1948 též vznikla komise, jejíž návrhy již předznamenaly některé směry rozvoje metropole v následujících desetiletích, jednalo se například o rozvoj bytové výstavby (sídliště) či reorganizaci železničního uzlu, tj. zrušení některých nádraží v centru města. Počítalo se také i s vybudováním podzemních rychlodrážních tramvajových úseků a Stalinova pomníku. Nebyl to však územní plán a hlavní koncepce rozvoje tedy ještě stále chyběla.
I mezi ukázky moci tehdy vládnoucí Národní fronty s KSČ v čele lze považovat například Stalinův pomník; velké sousoší dělníků, rolníků a vojáků se Stalinem v čele na Letenské pláni, jedno z největších na světě. V souvislosti s tím byla zrekonstruována i Pařížská ulice (tehdy ještě s tramvajemi a s názvem 5. května), aby byl výhled na monumentální památník z tohoto významného místa důstojný.
Praha začala velkolepě a organizovaně pod taktovkou svých představitelů oslavovat socialismus. Mnohé dříve významné budovy se změnily v muzea (muzeum Klementa Gottwalda a V. I. Lenina), významnou akcí se staly i manifestační průvody za podporu politiky KSČ. Takový stav byl sice dobře vidět jako prosperita a úspěch, ale jen na první pohled. Procesy s představiteli protikomunistické opozice a jejich následné uvěznění či popravení nakonec vedlo k jisté míře strachu mezi Pražany a zavedení totalitních vztahů ve společnosti.
V 50. letech také Praha přišla o konání veletrhů, bylo rozhodnuto, že ty se již příště budou pořádat v Brně.
Dalším významným datem se stal 1. květen 1953; tehdy k státnímu svátku práce začala vysílat Čs. televize, a to z budovy Měšťanské besedy.
Roku 1960 nabylo platnost nové územně-správní rozdělení Prahy; navíc došlo k připojení dalších čtyř obcí (rozšíření plochy města až na 185,6 km²). Zavedeny byly městské obvody Praha 1 až Praha 10, které v jisté podobě přežívají i na počátku 21. století. Podle územního plánu, schváleného v roce 1958 (vládní nařízení č. 254), začíná výstavba panelových sídlišť, prvním takovým podobným jsou například Petřiny.
Rok 1968, který je dodnes považován za revoluční v celé Evropě, přinesl Praze nové změny. Město bylo rozšířeno o dalších 30 obcí, hlavně na severu, východě a jihu, nejdále se ovšem hranice posunuly na severovýchodě města. Též zahájilo provoz i Letiště Ruzyně, tedy jeho novější severní část. Zhruba v této době se začalo i se stavbou podpovrchové tramvaje, která byla později přepracována na metro. Došlo také k uvolnění jistých nedemokratických vztahů ve společnosti (pražské jaro), zrušena byla cenzura.

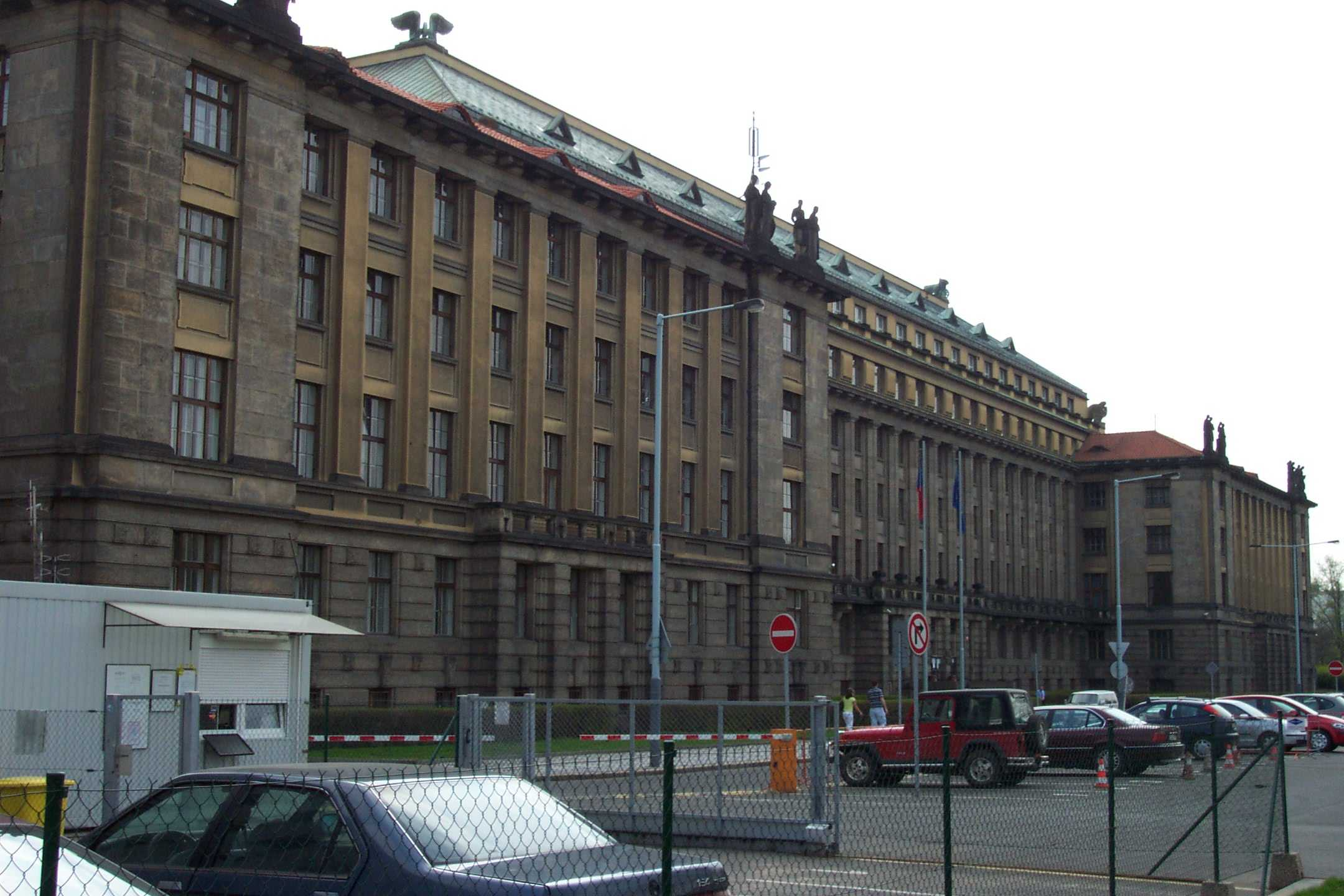
Současná budova Českých drah, dříve sídlo Komunistické strany Československa

V noci z 20. srpna na 21. srpna 1968 začala město, jakož i celou zemi, obsazovat spojenecká vojska SSSR a dalších socialistických zemí (NDR, Polska, Maďarska a Bulharska), a to bez vědomí představitelů republiky. Na Ruzyňském letišti začaly přistávat sovětské vojenské letouny s bojovou technikou. Ve městě vypukl zmatek, někteří Pražané se pokusili postavit se okupačním silám na odpor, ten sice nakonec nevedl k úspěchu, ale trval ještě dlouhou dobu. Sovětští vojáci zaútočili na budovu Národního muzea v domnění, že se jedná o rozhlas, po celém městě způsobili síly Varšavské smlouvy vůbec velké škody. Následně se konal mimořádný sjezd KSČ ve Vysočanech, na které se však velká část delegátů strany nedostavila. Vzhledem k atmosféře studené války však podporu tehdy reformnímu křídu KSČ a vedení státu nikdo ze zahraničí nevyslovil. pražské jaro tak skončilo.
V následujícím roce 1969 se Praha stala sídlem České socialistické republiky, tedy jedné z republik nově zřízené československé federace. V Praze tak zasedala federální i česká vláda. K výročí jednoho roku od okupace se upálil Jan Palach, dále také i Jan Zajíc a E. Plock; vypukly opět protesty. Oslavy vítězství na mistrovství světa v ledním hokeji přerostly ve velkou protisovětskou demonstraci. StB vyprovokovaný útok demonstrantů na kancelář sovětské letecké společnosti Aeroflot na Václavském náměstí vedl k dalšímu incidentu. Srpnové demonstrace však potlačila armáda, vedením KSČ následná legalizace těchto zásahů vedla k počátku období, známého pod jménem normalizace (normalizace poměrů). Zavedena byla tuhá cenzura, mnoho lidí bylo z KSČ vyloučeno.
Ani takové změny však nezamezily rozvoji města, roku 1970 byly připojeny další čtyři obce ku Praze. V rámci výstavby metra a Severojižní magistrály byl také vybudován Nuselský most, v jehož tubusu právě podzemní dráha vede.